# مارسل مایزن
مارسل مایزن (انگلیسی: Marcel Meisen؛ زادهٔ ۸ ژانویهٔ ۱۹۸۹) دوچرخه‌سوار اهل آلمان است.